# 大佛次郎纪念馆
大佛次郎纪念馆（英語：Osaragi Jiro Memorial Museum）是一座位于日本横滨的博物馆。

## 历史
1973年大佛次郎去世后，家人将他的藏书和生活用品赠送给横滨市政府。1978年5月1日建成开馆，由日本建筑师浦边镇太郎设计建造。

## 荣誉
1979年获得日本建筑业联合会主办的第20回BCS奖。

## 画廊

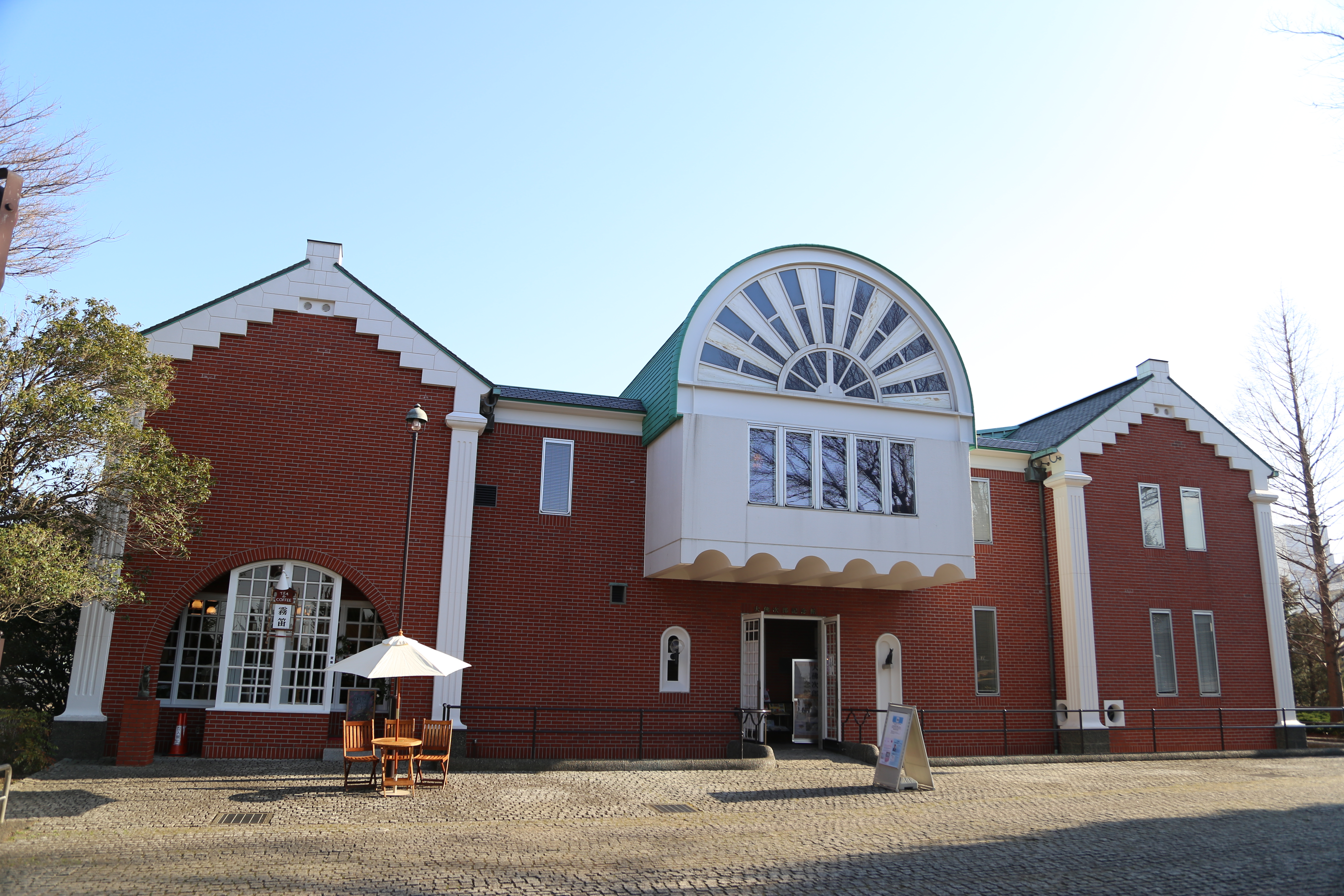
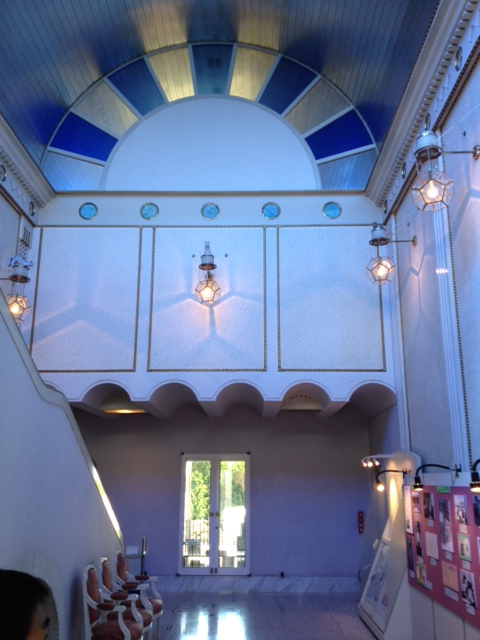
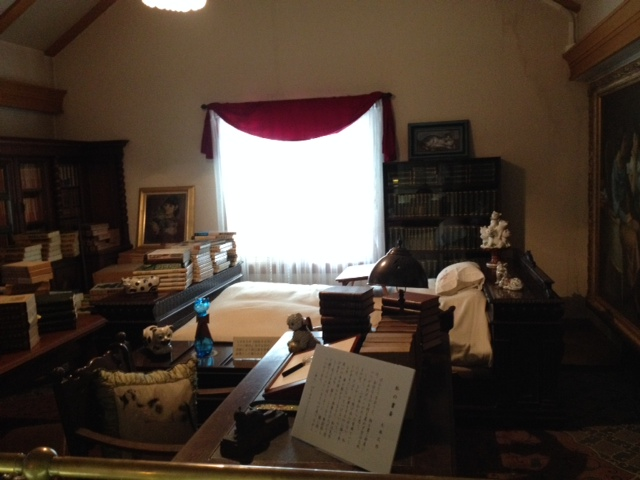